# Pali
Pali je starodavni indoarijski liturgični jezik, podoben sanskrtu. To je jezik zgodnjega budizma v katerem je zapisan palijski kanon (tipitaka) in liturgični jezik teravada budistične šole. Nima govorcev, ampak se uporablja izključno v knjižne in liturgične namene. Uporablja se v mnogih državah na Indijski podcelini.
Beseda pali enostavno pomeni »vrsta besedila«, a je sčasoma postala ime za jezik s katerim je zapisan kanon teravade. Geneza pali jezika ni povsem jasna, a je jasno da je severnoindijskega porekla. Po času nastanka je pali srednjeindijski jezik, torej mlajši od sanskrta.
Nekateri sodobni filologi mislijo, da je pali jezik zahodne in centralne Indije, drugi trdijo da je to izključno jezik besedil, zasnovan na eni od inačic starodavnega indijskega jezika magadhi. Tradicionalni budisti verjamejo, da je Buda govoril pali, čeprav je to danes v glavnem izpodbijano.
Abeceda pali jezika ima 41 črk – 8 samoglasnikov in 33 soglasnikov. Ta jezik nima posebne pisave,  temveč se za pisanje palijskih besedil uporabljajo pisave različnih držav: v Indiji nagari, na Šrilanki sinhalsko, v Mjanmaru mjanmarsko in na Tajskem kamboško pisavo. Dandanes je latinica postala mednarodni standard.